# Halichoeres melanurus
Espèce
Statut de conservation UICN

 LC  : Préoccupation mineure
Halichoeres melanurus est un poisson osseux de petite taille de la famille des Labridae.

## Aire de répartition
Cette espèce se rencontre du sud du Japon jusqu'à la Grande barrière de corail (Samoa et Tonga).

## Description
Ce poisson peut atteindre une longueur totale de 12 cm.

## Statut de conservation
L'espèce ne fait face à aucune menace importante au-delà de la collecte occasionnelle pour des aquariums.